# شیرجه در المپیک تابستانی ۱۹۵۲
شیرجه در بازی‌های المپیک تابستانی ۱۹۵۲ نام رویداد ورزش شیرجه در بازی‌های المپیک تابستانی بود که در سال ۱۹۵۲ برگزار شد.

## جدول مدال‌ها
| رتبه | کشور                      | طلا | نقره | برنز | مجموع |
| ۱    | ایالات متحده آمریکا (USA) | ۴   | ۲    | ۳    | ۹     |
| ۲    | فرانسه (FRA)              | ۰   | ۱    | ۰    | ۱     |
| ۲    | مکزیک (MEX)               | ۰   | ۱    | ۰    | ۱     |
| ۴    | آلمان (GER)               | ۰   | ۰    | ۱    | ۱     |